# 太田春樹
太田 春樹（おおた はるき、1987年2月16日 - ）は、日本のラグビーユニオン指導者、元選手。ジャパンラグビーリーグワンの花園近鉄ライナーズの監督を務める。

## プロフィール
- 大阪府出身。
- 現役時代のポジションはフッカー。
- 関西学生選抜に選ばれた[1]。
- 日本代表に選ばれたが、出場機会は無かった[2]。

## 略歴
2005年、天理高校卒業後、同志社大学に入学する。
2008年、同志社大学ラグビー部の主将に就任した。
2009年、同志社大学卒業後、近鉄ライナーズに加入。同年10月10日に行われたジャパンラグビートップリーグ第5節のヤマハ発動機ジュビロ戦に途中出場で公式戦初出場を果たす。
2013年、近鉄ライナーズの主将に就任した。
2016年、現役を引退して同志社大学ラグビー部のコーチに就任した。
2020年、近鉄ライナーズのコーチに就任。
2025年6月23日、花園近鉄ライナーズの監督への就任を発表した。